# Caralluma flavovirens
Caralluma flavovirens är en oleanderväxtart som beskrevs av Leonard Eric Newton. Caralluma flavovirens ingår i släktet Caralluma och familjen oleanderväxter. Inga underarter finns listade i Catalogue of Life.